# Friedrichsbau (Universität Heidelberg)

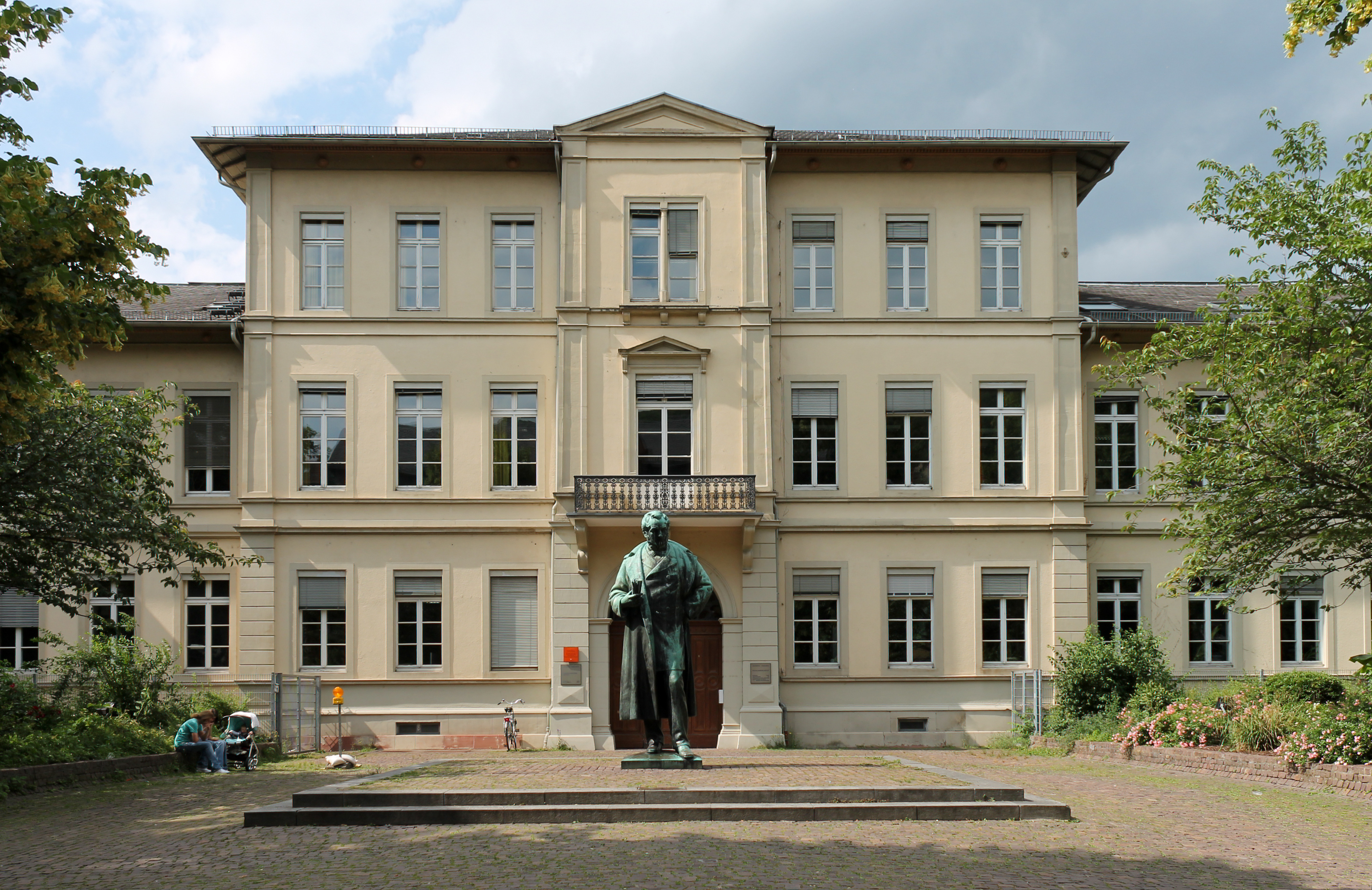
Fridericianum, erbaut 1863, mit Bunsenstatue (Aufnahme 2012).

Der Friedrichsbau, syn. Fridericianum, ist ein denkmalgeschütztes Hochschulgebäude in der Heidelberger Altstadt. Das schlossartige dreiflügelige Anwesen in der Hauptstraße 47/49 wurde 1863 im klassizistischen Stil für die Nutzung durch die Ruprecht-Karls-Universität Heidelberg errichtet und befindet sich in unmittelbarer Nähe zur Alten Anatomie. Es beherbergt heute das Psychologische Institut der Universität. Im Ehrenhof oder Anatomiegarten davor steht ein  Denkmal für Robert Wilhelm Bunsen.

## Geschichte
Der Friedrichsbau steht auf dem ehemaligen Gelände des 1476 gegründeten und 1801 aufgehobenen Dominikanerklosters. Bereits 1804 erwarb Großherzog Karl Friedrich von Baden das innerstädtische Grundstück und stellte es der Universität zur Verfügung. Nach dem Großherzog ist auch das Gebäude benannt. Im Foyer findet sich noch heute die Inschrift: „Fridericus, badarum magnus dux“.
Erste Planungen von 1847 zeigen zunächst eine Institutserweiterung der damals von Heinrich Hübsch entworfenen benachbarten Anatomie, die aber aus Kostengründen zurückgestellt wurde. 1859 wurden die Pläne auf Drängen von Hermann von Helmholtz wieder aufgenommen und neu gestaltet. Die Bauarbeiten folgten von 1862 bis 1863.
Anfänglich befanden sich im Fridericianum die Institute für Physik, Mineralogie, Mathematik, Technologie und Physiologie. Später dienten die oberen Stockwerke auch als Dienstwohnungen für Professoren der Universität Heidelberg und deren Familien. So wohnten hier zeitweise die Physiker Hermann von Helmholtz und Gustav Robert Kirchhoff.

## Architektur
Der Architekt und Bezirksbauinspektor Wilhelm Waag überarbeitete Heinrich Hübschs ältere Entwürfe. Das Fridericianum ist in schlichtem klassizistischen Stil als zur Hauptstraße offene Dreiflügelanlage gebaut. Der Hauptbau ist über die sieben zentralen Fensterachsen drei-, daneben zweigeschossig und wird von eingeschossigen Flügelbauten flankiert. Ein schlanker Mittelrisalit mit rundbogigem Hauptportal und einem steinernen, repräsentativen Schmuckbalkon im 1. Obergeschoss betont die Mittelachse und nimmt damit die Fassadengliederung des gegenüberliegenden Hauses zum Riesen auf. Der begrünte Ehrenhof dazwischen bildet einen Platzraum im dicht bebauten Verlauf der Hauptstraße. Der herrschaftlich gestaltete Komplex entspricht auch im Inneren ganz typisch dem klassizistischen Baustil. Der repräsentative Bau spiegelt den hohen Stellenwert wider, den man den Naturwissenschaften damals beimaß.

## Bunsendenkmal

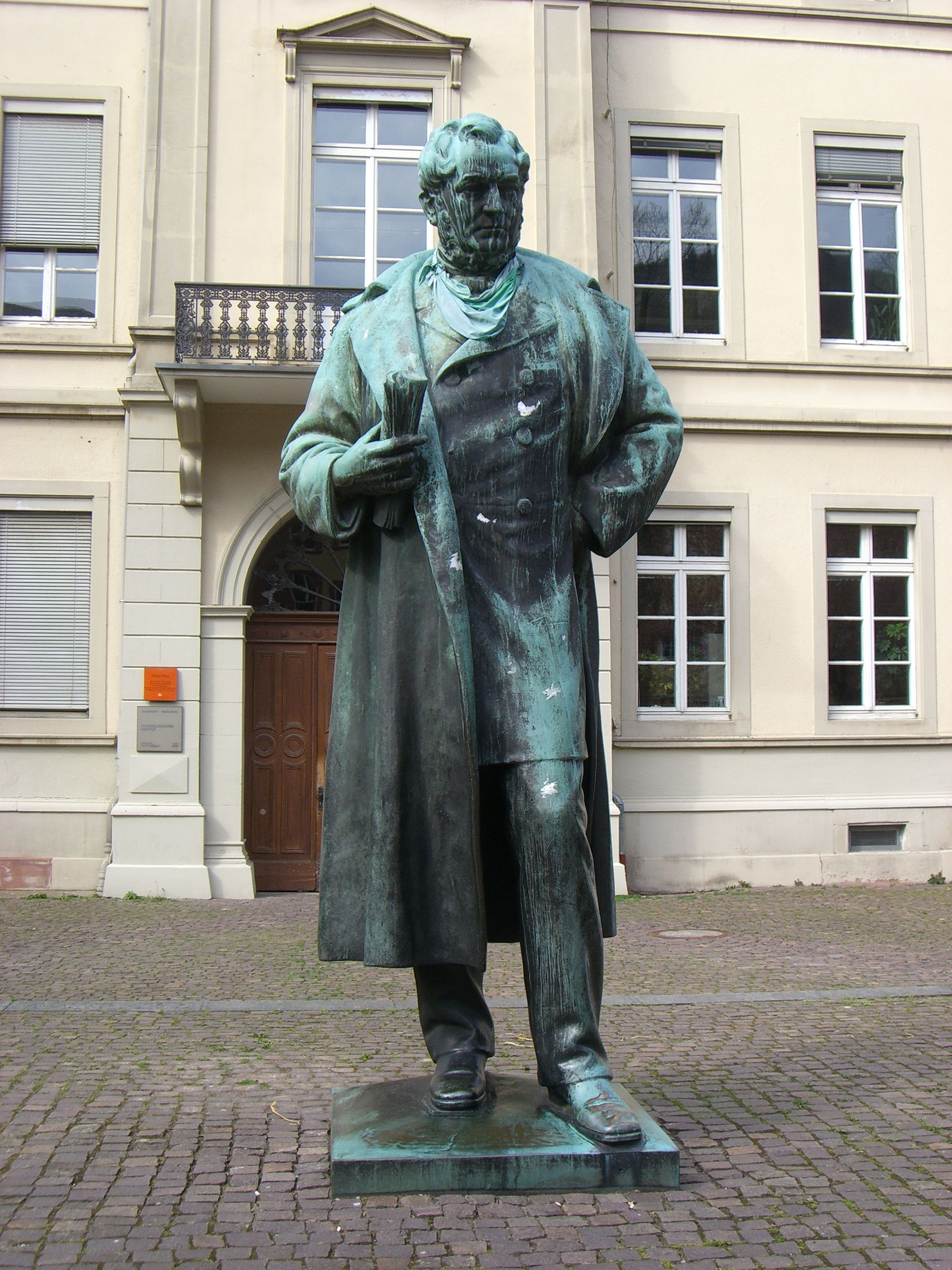
Denkmal für Robert Wilhelm Bunsen im Ehrenhof (Aufnahme 2005).

Im öffentlich zugänglichen Ehrenhof vor dem Friedrichsbau, auch Anatomiegarten genannt, findet sich seit 1961 das ebenfalls denkmalgeschützte bronzene Denkmal für Robert Wilhelm Bunsen (1811–1899) in Überlebensgröße, 1907/08 geschaffen von Hermann Volz. Der Karlsruher Bildhauer, der Bunsen noch persönlich gekannt hat, erhielt dafür die Ehrendoktorwürde der Universität Heidelberg. Zuvor befand sich das Denkmal in der Friedrich-Ebert-Anlage (ehemalige Leopoldstraße, auf Höhe der Märzgasse), wo es am 1. August 1908 feierlich enthüllt wurde. Die bronzene Statue wurde mehrmals vor der Einschmelzung bewahrt.